# نوكيا N75
نوكيا N75 هو أحد أجهزة نوكيا، شركة الهواتف والتقنية النقالة.